# Harry W. Tetrick
Harry Warren Tetrick (* 6. Mai 1911; † 17. März 1977 in Solana Beach, Kalifornien) war ein US-amerikanischer Tontechniker.

## Leben
Tetrick begann seine Karriere 1966 mit John Frankenheimers mit drei Oscars ausgezeichnetem Rennsportfilm Grand Prix. Zwischen 1970 und seinem Tod 1977 war er in jedem Jahr an mehreren Filmprojekten beteiligt, darunter Hollywooderfolge wie … Jahr 2022 … die überleben wollen, Pat Garrett jagt Billy the Kid und Westworld. 1976 war er für Der Wind und der Löwe erstmals für den Oscar in der Kategorie Bester Ton nominiert. Im darauf folgenden Jahr war er gleich zwei Mal für den Oscar nominiert, konnte die Auszeichnung jedoch weder für Rocky noch für King Kong gewinnen. Nur wenige Wochen nach der Oscarverleihung verstarb er im Alter von 65 Jahren.

## Filmografie (Auswahl)
- 1966: Grand Prix
- 1970: Stoßtrupp Gold (Kelly's Heroes)
- 1972: Endstation Hölle (Skyjacked)
- 1973: … Jahr 2022 … die überleben wollen (Soylent Green)
- 1973: Pat Garrett jagt Billy the Kid (Pat Garrett & Billy the Kid)
- 1973: Westworld
- 1974: Bring mir den Kopf von Alfredo Garcia (Bring Me the Head of Alfredo Garcia)
- 1975: Der Wind und der Löwe (The Wind and the Lion)
- 1976: Flucht ins 23. Jahrhundert (Logan’s Run)
- 1976: King Kong
- 1976: Rocky

## Auszeichnungen (Auswahl)
- 1976: Oscar-Nominierung in der Kategorie Bester Ton für Der Wind und der Löwe
- 1977: Oscar-Nominierung in der Kategorie Bester Ton für Rocky
- 1977: Oscar-Nominierung in der Kategorie Bester Ton für King Kong